# Assedio del castello di Blair
L'assedio del castello di Blair ebbe luogo nella regione del Perthshire tra il 17 marzo e il 2 aprile del 1746 durante la seconda insurrezione giacobita del 1745.

## Antefatto
Nel febbraio del 1746 il principe Guglielmo, duca di Cumberland arrivò a Perth al comando dell'esercito del re. Il duca inviò due distaccamenti di diversi reggimenti di fanteria per proteggere l'area di Atholl. Un distaccamento di 200 uomini, al comando del tenente colonnello Webster, fu inviato ad occupare il castello di Menzies, dimora del capo del clan Menzies, Sir Robert Menzies di Weem. Questo per garantire il passaggio sul ponte Tay. Un secondo distaccamento di 300 uomini comandati da Sir Andrew Agnew V baronetto che era tenente colonnello dei Royal Scots Fusiliers (e capo del clan Agnew), fu inviato a prendere posto al castello di Blair. 
Nel frattempo i giacobiti decisero di attaccare gli avamposti governativi che stavano organizzandosi sul territorio di Atholl quindi il comandante giacobita Lord George Murray raccolse la sua Brigata Atholl insieme a due cannoni da 4 libbre e marciò da Inverness a Strathspey, accettando la resa del castello di Grant il 14 marzo. Murray lasciò il castello presidiato da 100 uomini e a Ruthven venne raggiunto da Archibald Menzies di Struan ed Ewen MacPherson di Cluny con 300 uomini portando la sua forza totale a 700. La forza giacobita attraversò 30 miglia di colline per raggiungere i propri obiettivi, prendendo il Passo di Killiecrankie, fu poi occupato Bun Rannoch che era tenuto dal 64º reggimento dei Highlanders di Loudoun con grande imbarazzo del comandante Colin Campbell di Glenure poiché non era presente al momento dell'attacco nemico. Il prossimo avamposto ad est fu Kynachan House che custodiva un importante ponte sul fiume Tummel; in tutto una dozzina di avamposti della milizia furono presi dai giacobiti e 300 soldati governativi fatti prigionieri.
Il castello di Blair era la sede di James Murray, II duca di Atholl (capo del clan Murray). Il duca in realtà sosteneva il governo britannico ma la maggior parte del suo clan invece era dalla perte della casata Stuart ed era sotto il comando di suo fratello Lord George Murray.

## L'assedio
La mattina del 17 marzo tutti gli avamposti distaccati che circondavano il castello furono colti di sorpresa e catturati dai giacobiti mentre quelli governativi fatti prigionieri. I giacobiti ribelli iniziarono quindi a sparare al castello da distanza ravvicinata. La guarnigione governativa, ora ridotta a circa 270 ricevette l'ordine di rispondere al fuoco solo dopo essere stati attaccati. 
Nel pomeriggio del 17, Lord George Murray ed Ewen MacPherson di Cluny avevano ormai stabilito il loro quartier generale nel villaggio di Blair, che si trova a circa un quarto di miglio a sud-est del castello. Inviarono una missiva al castello chiedendo ad Andrew Agnew di consegnare la postazione, la guarnigione e le provviste militari e alimentari nella mani di Murray. I termini della resa furono però rifiutati da Agnew. 
Il 19 marzo Agnew inviò un uomo a cavallo nel tentativo di raggiungere il conte di Crawford che era l'ufficiale generale al comando di alcuni cavalieri britannici e delle truppe Assiane, presumibilmente a Perth o Dunkeld. Tuttavia si presuppose che questo tentativo fosse fallito quando poco dopo fu visto un giacobita sul cavallo del messaggero. 
Il giorno successivo un altro distaccamento giacobita fu bloccato dai governativi del Capitano Alexander Campbell presso la città di Keith nel Moray. Durante la schermaglia tra i due il Capitano giacobita Robert Stewart rimase gravemente ferito da una palla di moschetto attraverso entrambe le spalle ma nonostante questo lui con il maggiore Nicholas Glasgow riescono a fare prigionieri la maggior parte dei soldati nemici.
Il 1 aprile alla guarnigione giunse la notizia che Lord George Murray e i suoi uomini avevano lasciato Blair. Si ritiene che questo sia dato da un ordine ricevuto di unirsi alle forze del giovane pretendente Carlo Edoardo Stuart vicino a Inverness. 
Il 2 aprile George Lindsay-Crawford 21º conte di Crawford arrivò con la cavalleria per impossessarsi della guarnigione grazie al messaggero inviato in precedenza da Agnew che fu colpito, cadde da cavallo ma sopravvisse e dopo essere fuggito a piedi riuscì a mettersi in contatto con Crawford appena in tempo dato che i soldati del commilitone stavano morendo di fame durante l'assedio.

## Conseguenze
Lord George Murray e i suoi uomini si incontrarono con l'esercito di Carlo Edoardo Stuart e furono sconfitti poche settimane dopo a Culloden. Anche i Royal Scots Fusiliers combatterono nella battaglia di Culloden ma dalla parte dei governativi. 